# DWG KIA
DWG KIA, comunament coneguda com DAMWON KIA (en coreà: 담원 기아) i anteriorment coneguda com DAMWON Gaming (DWG; en coreà: 담원 게이밍), és una organització professional d'esports electrònics de Corea del Sud. El seu equip de League of Legends competeix en la LCK, la lliga de major nivell del joc a Corea del Sud.
DWG va guanyar el seu primer títol de la LCK el 5 de setembre de 2020 després de derrotar a DRX en les finals d'estiu de la LCK 2020. Vuit setmanes més tard, el 31 d'octubre de 2020, Damwon va guanyar el World Championship de 2020 després d'una carrera dominant a través de la fase de grups i eliminatòries i una victòria per 3-1 sobre Suning en la gran final.